# Ноблекур, Ноэль
Ноэ́ль Ноблеку́р (фр. Noële Noblecour или фр. Noëlle Noblecourt с настоящим именем Даниэлла Крон фр. Danielle Cron; род. 12 декабря 1942, Алжир) — французская актриса и телеведущая канала ORTF (теперь RTF) в период между 1961 и 1964 годами. Её увольнение с передачи Télé-Dimanche в 1964 году из-за появления в эфире в юбке выше колена получило значительный резонанс во Франции и вошло в историю французского телевидения.

## Биография
Ноэль Ноблекур появляется на свет 12 декабря 1942 года в семье офицера в столице Алжира, куда получает назначение её отец во время Второй мировой войны, потом с родителями она переезжает на некоторое время в Париж, позже в Страсбург, а затем снова возвращается в Алжир, где живёт около 10 лет. В 15-летнем возрасте она сбегает из дома из-за плохих отношений с матерью, для которой, по её словам, она была «нелюбимой, испорченной и гнобимой» и с которой она окончательно порывает контакты, не интересуясь «умерла она или жива».
Она становится танцовщицей в Монако, где большая часть казино, театров, отелей, ресторанов и развлекательных заведений тогда находилась в руках Аристотеля Онассиса, и делает первые шаги в кино осенью 1958 в неполные 16 лет. Потом в течение 2-х лет работает там на архитектора греческого миллиардера  в качестве «декоратора». В возрасте 17-ти лет она дебютирует как телеведущая на телевидении Монте Карло. Однако покидает друзей Онассиса, «с которыми он пытался меня свести», и сбегает в Париж за рулем своей Thunderbird. В столице она будет ведущей в Олимпии, прежде чем отправиться на гастроли с Джонни Холлидеем.
А с 1961 года она начинает вести на канале ORTF передачу Télé-Dimanche, состоящую из развлечений, музыкальных номеров, игр и спорта и выходившую по воскресеньям в дневное время.
Параллельно в январе 1964 году она пробует себя в театре в пьесе Mon ami le cambrioleur (Мой друг-грабитель) и до весны снимается на телевидении в мыльной опере La Caravane Pacouli (Караван Пакули).
А в мае этого же года Ноэль Ноблекур неожиданно увольняют с телеканала. Причиной её увольнения директор информационных программ Реймон Марсийак (фр. Raymond Marcillac) называет её появление в эфире в одежде, которая позволяла видеть ее колени, оказалась слишком короткой для того времени. Это событие тогда подняло «бурю в СМИ»: еженедельник Télé 7 Jours предлагал провести референдум и писал о «спонтанной лавине писем (более 900)», Отдел исследования общественного мнения RTF насчитал 436 писем в мае и около 80 в июне, большинство авторов которых заступалось за девушку и решительно критиковало решение руководства канала.
В 1969 году, по случаю юбилейного вечера Télé-Dimanche, тот же Реймон Марсийак представляет Ноэль Ноблекур упоминая о её увольнении в 1964 году, в сверкающем черном платье, ещё более коротком, чем пять лет назад.
А спустя почти тридцать лет на съёмочной площадке передачи Vincent à l'heure в интервью Винсану Перро (фр. Vincent Perrot) бывшая ведущая позволяет себе оспорить официальную версию её увольнения с телешоу:  

Реймон Марсийак пригласил меня в ресторан, и когда он вошёл, он сказал мне: «Кстати, Ноэль, я хочу, чтобы ты была сегодня в моей постели». Когда я ответила: «Я не могу», он  встал и ушёл ...Оригинальный текст (фр.)Raymond Marcillac m’avait invitée au restaurant. Dès l’entrée, il m’a dit ‘au fait, Noële, je vous veux dans mon lit ce soir’. Quand j’ai répondu : ‘je ne peux’, il s’est levé et il est parti…— Ноэль Ноблекур
(Когда она называет Реймона Марсийака, звуковой сигнал, чтобы скрыть имя продюсера, в первый раз срабатывает с опозданием.)
После увольнения Ноэль Ноблекур с телевидения режиссёр популярного телешоу Les Raisins verts (Зелёный виноград), технически новаторского и порой скандального, Жан Кристоф Аверти (фр. Jean Christophe Averty) в одном из июньских выпусков кладёт её облачённую в белое кружево на чёрный рояль.
А в июле 1964 года выходит её пластинка Doucement (Нежно) из четырёх треков, титульная песня которой обращает на себя внимание сладострастными вздохами вроде тех, какими через четыре года будет отмечена известная композиция Сержа Генсбура и Джейн Биркин «Я тебя люблю… Я тебя тоже нет». Песня Doucement, напоминающая о её проступке, подпадает под цензуру и транслируется только по радио Европа и по RTL после 11 часов вечера.
В дальнейшем она возобновляет свой опыт на большом экране, в частности, получает эпизодичечские роли в фильмах: «Маленький монстр» (фр. Le Petit Monstre) с Жаном Пуаре (фр. Jean Poiret)) и Мишелем Серро в 1965 году, «Проклятие Бельфегора» (фр. La Malédiction de Belphégor) в следующем году и «Человек, который предал мафию» с Робером Оссейном в 1967 году.
Но, видимо, репутация искусительницы: 

Столько говорили, что я спала со всеми, что мне всё равно!Оригинальный текст (фр.)On a tellement dit que j’avais couché avec tout le monde que je m’en fous !— Ноэль Ноблекур
 перестаёт её устраивать.
На юге на теннисном корте она знакомится с ветеринаром из небольшого городка Сен-Сэмфорьен-сюр-Куаз (фр. Saint-Symphorien-sur-Coise), выходит за него замуж и в 1967 году уезжает с ним в сельскую местность региона Мон-дю-Лионе (фр. Monts du Lyonnais), чтобы «обратиться к истокам». Брак, в котором родятся два сына, Микаэль и Давид, продлится 13 лет.
После развода Ноэль Ноблекур поселяется в Лионе, где в 1984 году создаёт фирму по связям с общественностью и коммуникации, а потом бывшая телеведущая приобщается к политике: работает с Франсиском Коллоном, а в 1988 году пополняет комитет поддержки Реймона Барра, откуда, однако, вскоре выходит, называя мир политики «банкой со скорпионами».
С тех пор она отдаётся другому её увлечению: литературному творчеству. В 2012 году она выпускает очень личную книгу C'est rien ! C'est juste un cancer ! («Ничего! Это просто рак!»), в которой не без юмора рассказывает о своей борьбе с обнаруженной у неё в 2008 году злокачественной опухолью толстой кишки.
По этому же поводу она в появляется в 29 мая 2012 года в телевизионной передаче Magazine de la santé ( Журнал о здоровье) на телеканале France 5.
Она постоянно проживает в Лионе, где является членом Sélyre — Société des Ecrivains et du Livre Lyonnais et Rhônalpins (Общество писателей и книги Лиона и региона Рона — Альпы).
Кроме того она занимается декорированием, играет в гольф и в бридж, принимает участие в танцевальных кантри-фестивалях.
Её сын Микаэль Пуленар (фр. Michael Poulenard) — исполнительный продюсер фильмов и телевизионных постановок; её второй сын, Давид Пуленар (фр. David Poulenard), — покерный журналист.

## Карьера

### Фильмография
| Работы в кино | Работы в кино | Работы в кино                                                                            | Работы в кино                                                                                       | Работы в кино                    | Работы в кино        |
| Год           | Формат        | Русское название                                                                         | Оригинальное название                                                                               | Режиссёр                         | Примечание           |
| ------------- | ------------- | ---------------------------------------------------------------------------------------- | --------------------------------------------------------------------------------------------------- | -------------------------------- | -------------------- |
| 1959          | х/ф           |                                                                                          | Les tripes au soleil / Checkerboard                                                                 | Claude Bernard-Aubert            | в титрах отсутствует |
| 1959          | х/ф           |                                                                                          | La Foire aux pin-ups                                                                                | Эдмон Т. Гревиль                 | в титрах отсутствует |
| 1960          | х/ф           | «Девушка на лето»                                                                        | Une fille pour l'été                                                                                | Эдуар Молинаро                   | в титрах отсутствует |
| 1961          | х/ф           |                                                                                          | Qui ose nous accuser ?                                                                              | Serge Komor                      | в титрах отсутствует |
| 1962          | к/ф           | «Король гор»                                                                             | Le roi des montagnes / "Le voleur de femmes"                                                        | Вилли Розье                      | мадемуазель Фотини   |
| 1963          | х/ф           |                                                                                          | Trois de perdues / Tre piger i Paris                                                                | Gabriel Axel                     |                      |
| 1964          | х/ф           | «Дрейф»                                                                                  | La dérive                                                                                           | Пола Дельсоль                    | Агата                |
| 1964          | т/сериал      | «Караван Пакули»                                                                         | La caravane Pacouli                                                                                 | Louis Soulanes                   | Аньес Пакули         |
| 1964          | х/ф           | «Анжелика, маркиза ангелов »                                                             | Angélique, marquise des anges                                                                       | Бернар Бордери                   |                      |
| 1964          | док. т/сериал |                                                                                          | Reflets de Cannes, эпизод от 9.05.1964                                                              |                                  | она сама             |
| 1964          | телешоу       | «Зелёный Виноград»                                                                       | Les Raisins Verts                                                                                   | Jean Christophe Averty           | она сама             |
| 1965          | х/ф           | «Щелчок и шлепки»                                                                        | Déclic et des claques / L'Esbrouffe                                                                 | Philippe Clair                   | в титрах отсутствует |
| 1965          | т/сериал      |                                                                                          | Bob Morane, 1965: эпизод Le démon solitaire                                                         | Robert Vernay                    |                      |
| 1965          | т/сериал      | «Фонкуверт»                                                                              | Foncouverte, 1965: эпизод                                                                           | Robert Guez                      |                      |
| 1965          | х/ф           | «Маленький монстр»                                                                       | Le petit monstre                                                                                    | Jean-Paul Sassy                  |                      |
| 1967          | х/ф           | «Огонь Божий»                                                                            | Le feu de Dieu                                                                                      | Georges Combret                  | Колетта              |
| 1967          | х/ф           | «Человек, который предал мафию»                                                          | L'Homme qui trahit la mafia                                                                         | Шарль Жерар                      | стюардесса           |
| 1967          | х/ф           | «Проклятие Бельфегора»                                                                   | La malédiction de Belphégor                                                                         | Georges Combret и Jean Maley     | Клод, журналистка    |
| 1967          | т/ф           | «Парикмахер из Боскотрекасе»                                                             | Le coiffeur de Bosco Trecase                                                                        | Félicien Marceau                 |                      |
| 1967          | док. т/сериал |                                                                                          | Bitte umblättern, эпизод 13.06.1967                                                                 |                                  | она сама             |
| 1968          | т/сериал      |                                                                                          | Graf Yoster gibt sich die Ehre / Le comte Yoster a bien l'honneur, 1968: эпизод Hinter den Kulissen | Imo Moszkowicz                   | Валентина            |
| 1981          | т/сериал      | «Необыкновенные истории»                                                                 | Histoires extraordinaires, эпизод Le système du docteur Goudron et du professeur Plume              | Клод Шаброль                     | Чай                  |
| 1987          | х/ф           |                                                                                          | On se calme et on boit frais à Saint-Tropez                                                         | Max Pécas                        | Беатрис Надо         |
| 1995          | док. т/сериал |                                                                                          | Vincent à l'heure, эпизод 7.03.1995                                                                 | Olivier Bressy                   | она сама             |
| 2001          | док. т/ф      | «Секс, цензура и телевидение»                                                            | Sexe, censure et télévision                                                                         | Isabelle Clarke, Daniel Costelle | она сама             |
| 2002          |               | «Остров чаек»                                                                            | L’île aux mouettes                                                                                  | Stojan Stojic                    | не закончен          |
| 2014          | док. т/сериал | «60 лет телевидению, эпизод Эротика на телевидении: от белого квадрата к чёрным экранам» | 60 ans de télé, эпизод L'érotisme à la télévision: du carré blanc aux écrans noirs                  | Sabrina Harfouche                | она сама             |

### Театр
| Работы в театре | Работы в театре | Работы в театре      | Работы в театре        | Работы в театре  | Работы в театре                        | Работы в театре |
| Год             | Жанр            | Русское название     | Оригинальное название  | Автор            | Место премьеры                         | Примечание      |
| --------------- | --------------- | -------------------- | ---------------------- | ---------------- | -------------------------------------- | --------------- |
| 1964            | комедия         | «Мой друг-грабитель» | Mon ami le cambrioleur | Jean-Paul Cisife | Théâtre des Nouveautés Париж (Франция) | Розита Прюнье   |

### Дискография
| №  | Название                           | Длительность |
| -- | ---------------------------------- | ------------ |
| 1. | «Doucement»                        |              |
| 2. | «Faut-il oublier ?»                |              |
| 3. | «J’aime bien»                      |              |
| 4. | «Même s’il arrivait quelque chose» |              |

### Сочинения
Noele Noblecourt. C'est rien ! C'est juste un cancer !. — Paris: Editions Les Grilles d'Or, 2012. — 135 с. — ISBN 978-2917886526.